# Tiszatenyő
Tiszatenyő is een plaats (község) en gemeente in het Hongaarse comitaat Jász-Nagykun-Szolnok. Tiszatenyő telt 1857 inwoners (2002).